# Princeton

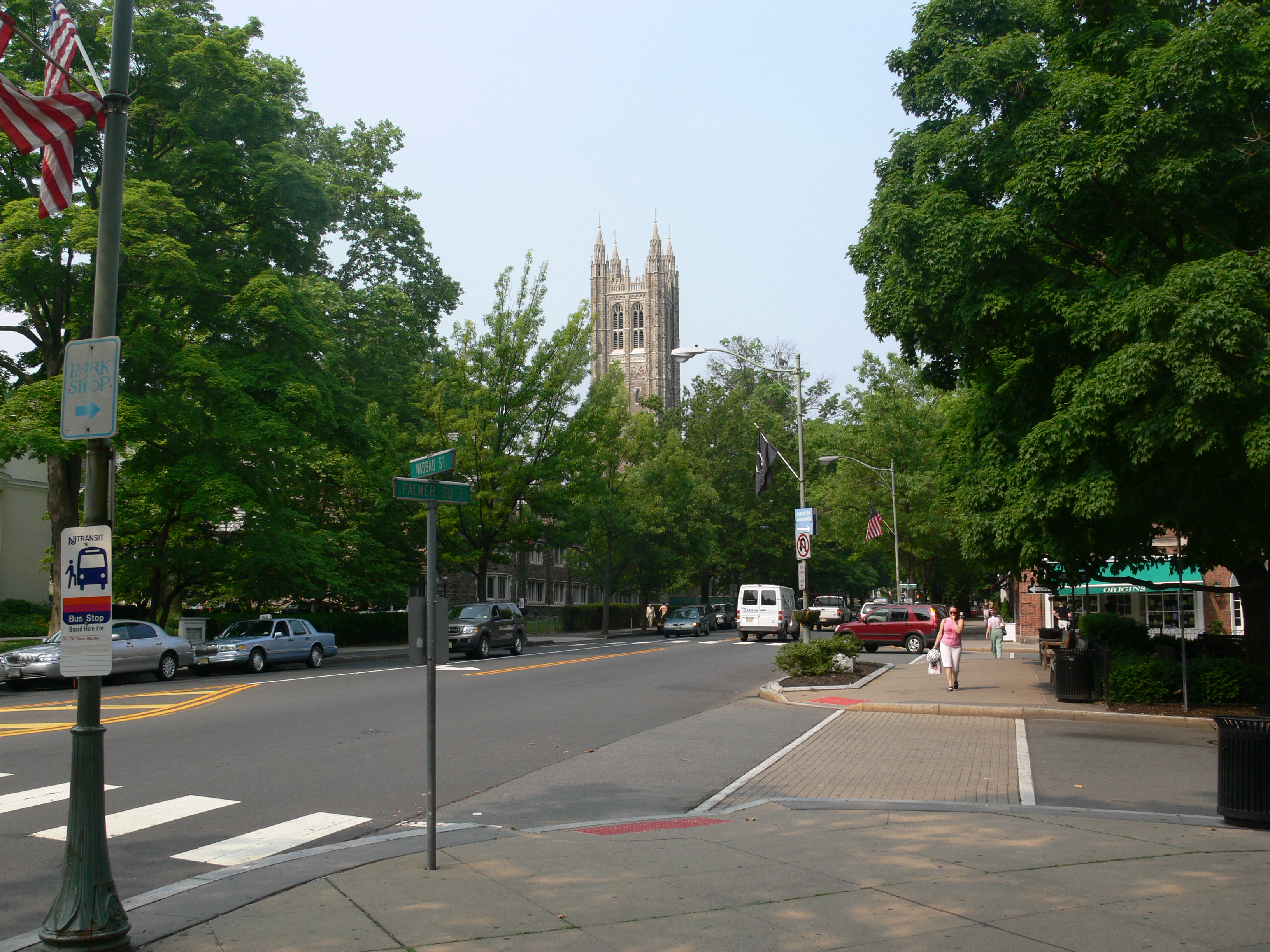
Holder Tower (wieża Holder Hall, Uniwersytetu Princeton), widziana z rogu ul. Nassau i pl. Palmera

Princeton – miasto w stanie New Jersey, w Stanach Zjednoczonych, w zespole miejskim Trenton, w hrabstwie Mercer County.
Princeton jest ośrodkiem naukowym najbardziej znanym z Uniwersytetu Princeton (założonego w 1746 jako College of New Jersey w Elizabeth, w 1756 przeniesionego do Princeton) oraz kilku uczelni i instytutów badawczych (wśród nich Institute for Advanced Study).

## Historia
Miasto zostało założone w 1696 przez kwakrów, a do 1724 nosiło nazwę Stony Brook. Następnie przyjmowało różne nazwy: Prince-town (u Jamesa Leonarda), Princetown, Prince's Town, następnie Princeton. Taka nazwa miasta miała uczcić księcia Wilhelma Orańskiego. 
W czasie wojny o niepodległość Stanów Zjednoczonych (1775–1783) w okolicach Princeton 3 stycznia 1777 George Washington odniósł zwycięstwo nad Anglikami, dowodzonymi przez lorda Charlesa Cornwallisa. W 1813 Princeton uzyskało prawa miejskie.

## Edukacja
Miasto jest siedzibą jednej z najbardziej znanych na świecie uczelni, Uniwersytetu Princeton. Jego główny kampus zaczyna się przy historycznej ulicy Nassau Street i rozciąga się na południe, do Carnegie Lake.
W Princeton znajdują się także inne uczelnie: Institute for Advanced Study, Westminster Choir College (szkoła muzyczna należąca od 1991 do Rider University), Princeton Theological Seminary (pierwsze i najstarsze seminarium Kościoła Prezbiteriańskiego USA), Mercer County Community College (dwuletnia szkoła wyższa).

## Kultura i sztuka
- Muzeum Sztuki Uniwersytetu Princeton
- Morven Museum & Garden, to zabytkowy XVIII-wieczny dom przy 55 Stockton Street.

## Osoby związane z Princeton
- Michael Bradley, piłkarz urodzony w Princeton
- Grover Cleveland, 22. i 24. prezydent Stanów Zjednoczonych, zmarł i został pochowany w Princeton
- Albert Einstein, niemiecki fizyk żydowskiego pochodzenia, wykładał w Institute for Advanced Study, zmarł w Princeton z powodu tętniaka aorty
- Robert Oppenheimer, twórca bomby atomowej zmarł w Princeton na raka krtani
- Ethan Hawke, aktor amerykański, uczęszczał do West Windsor-Plainsboro High School(inne języki), absolwent The Hun School(inne języki)
- Woodrow Wilson, 28. prezydent Stanów Zjednoczonych, 13. rektor Princeton University i gubernator stanu New Jersey
- Cameron Carpenter(inne języki), jeden z wybitnych wirtuozów gry na organach kościelnych na świecie

## Princeton w kulturze popularnej
- W Princeton kręcono nagrodzony Oscarem film Piękny umysł (ang. A Beautiful Mind), opowiadający historię matematyka-schizofrenika Johna Nasha[6][7].

## Galeria

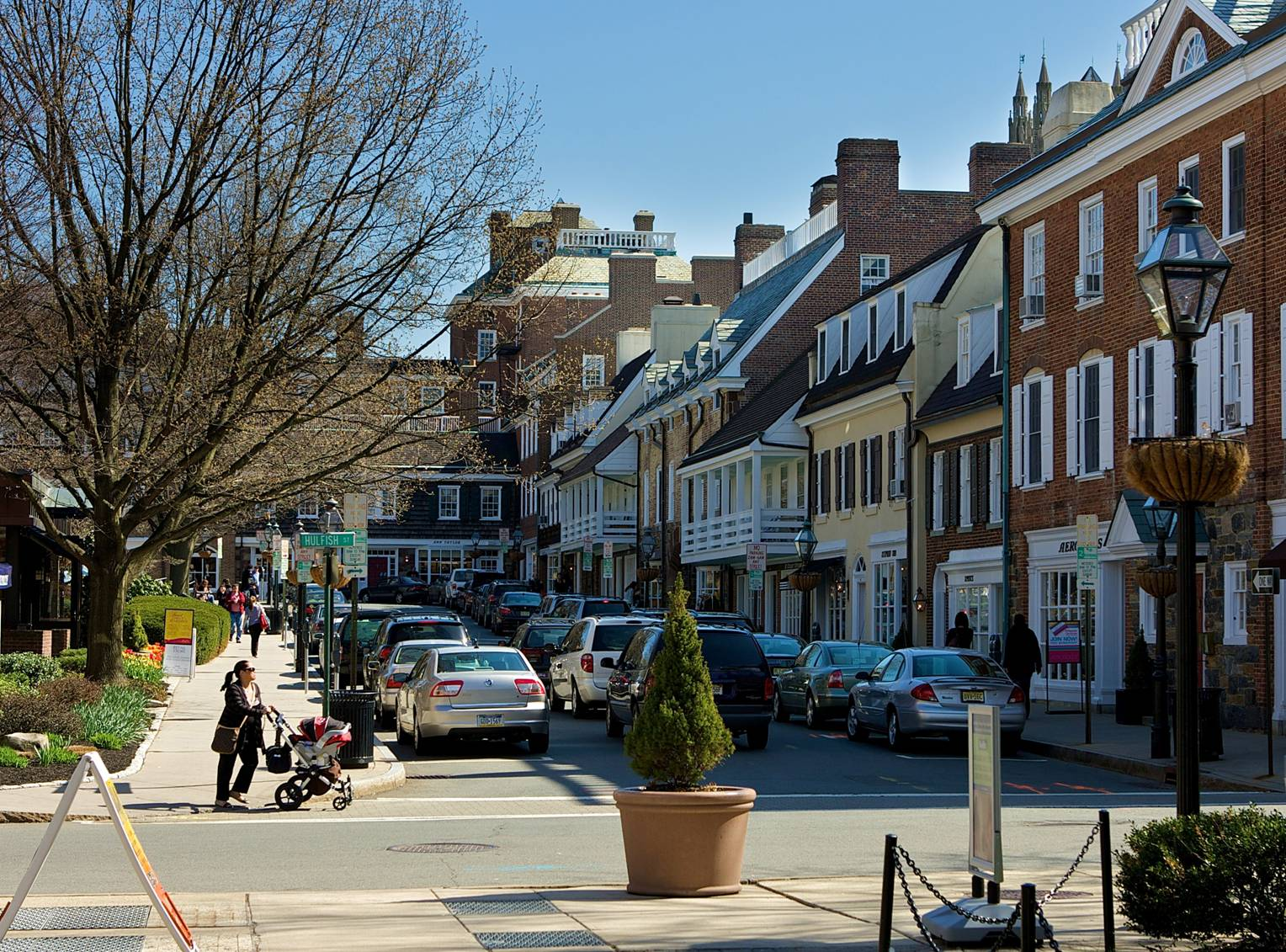
Ulica Palmer Square
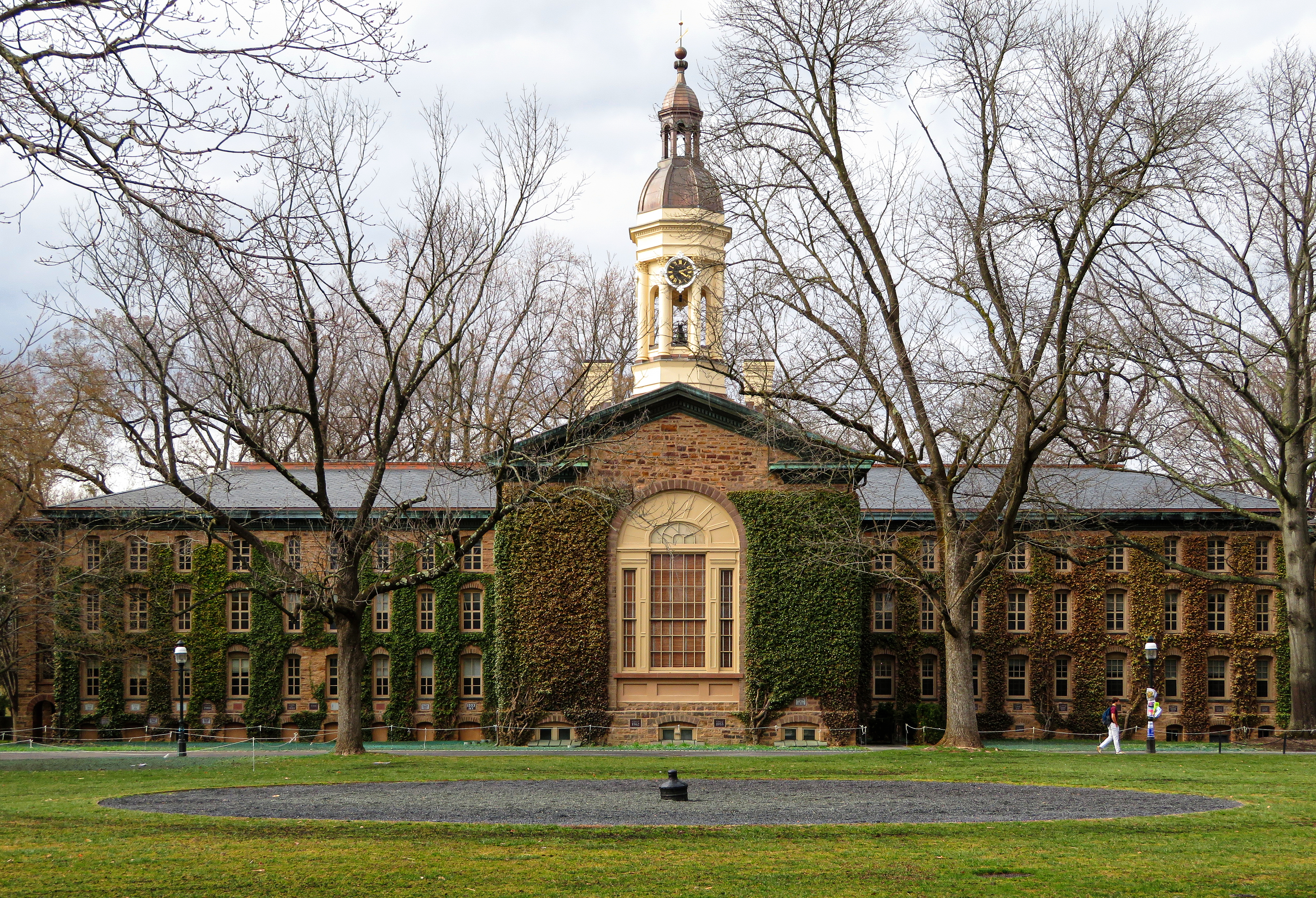
Ratusz
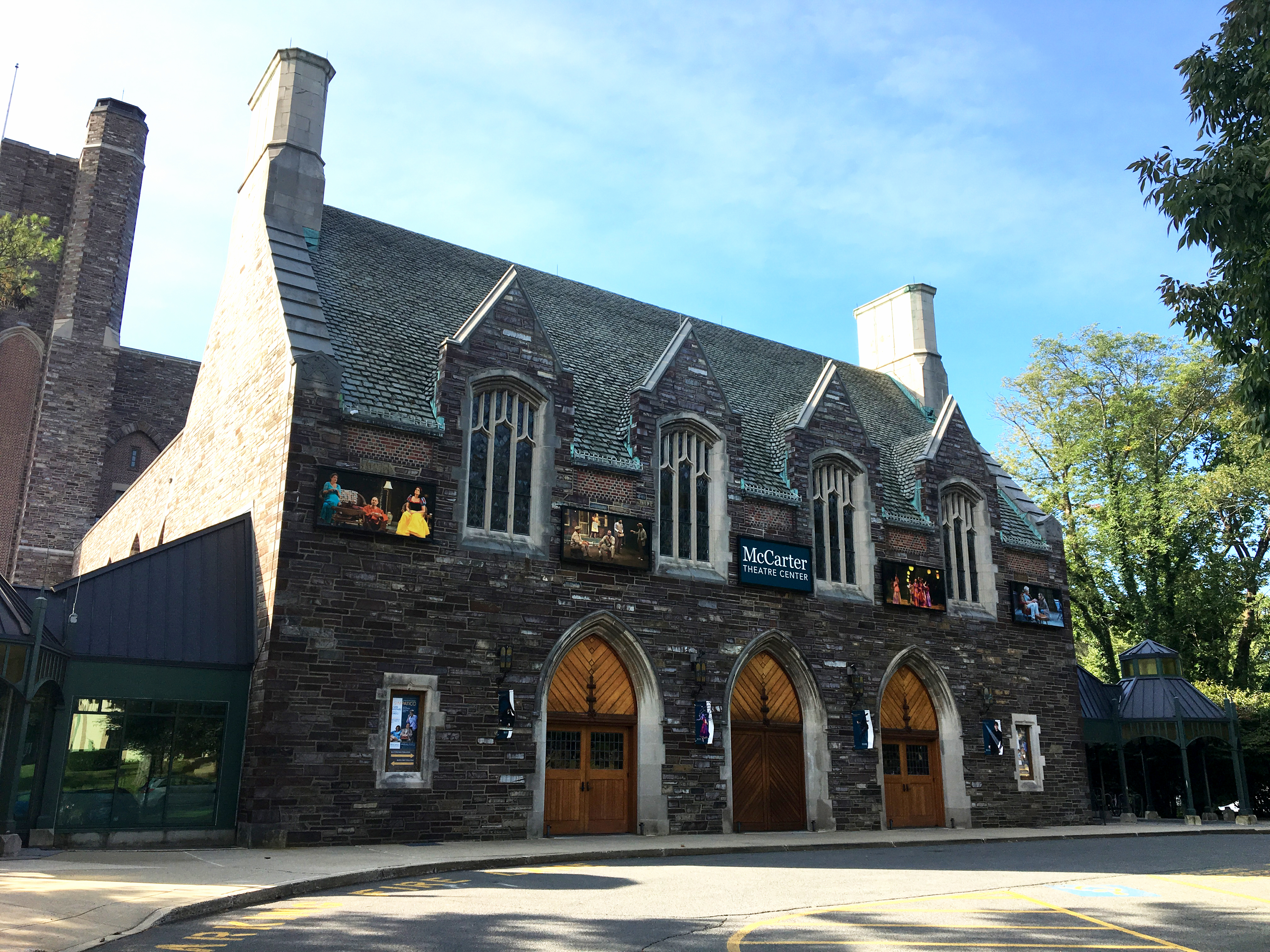
McCarter Theatre Center
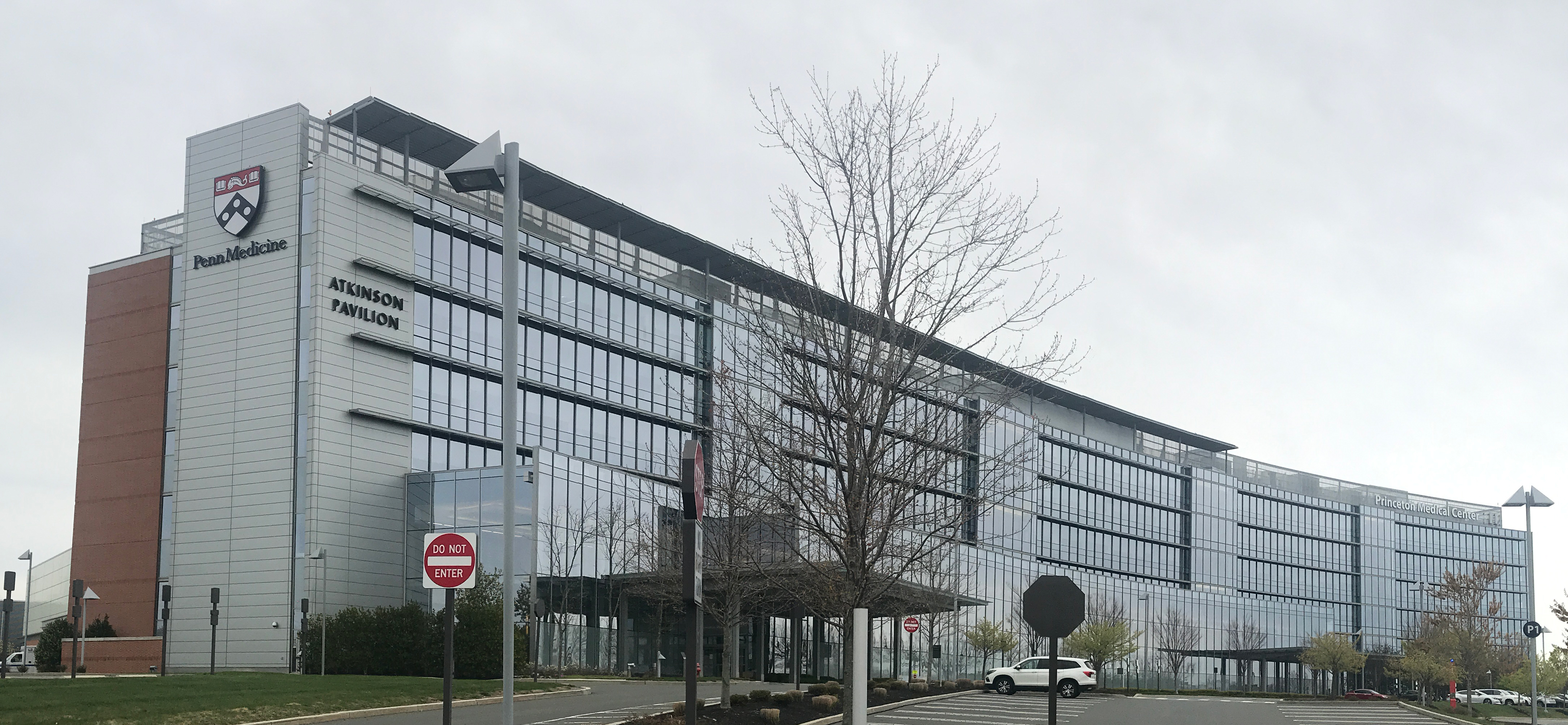
Centrum Medyczne Princeton
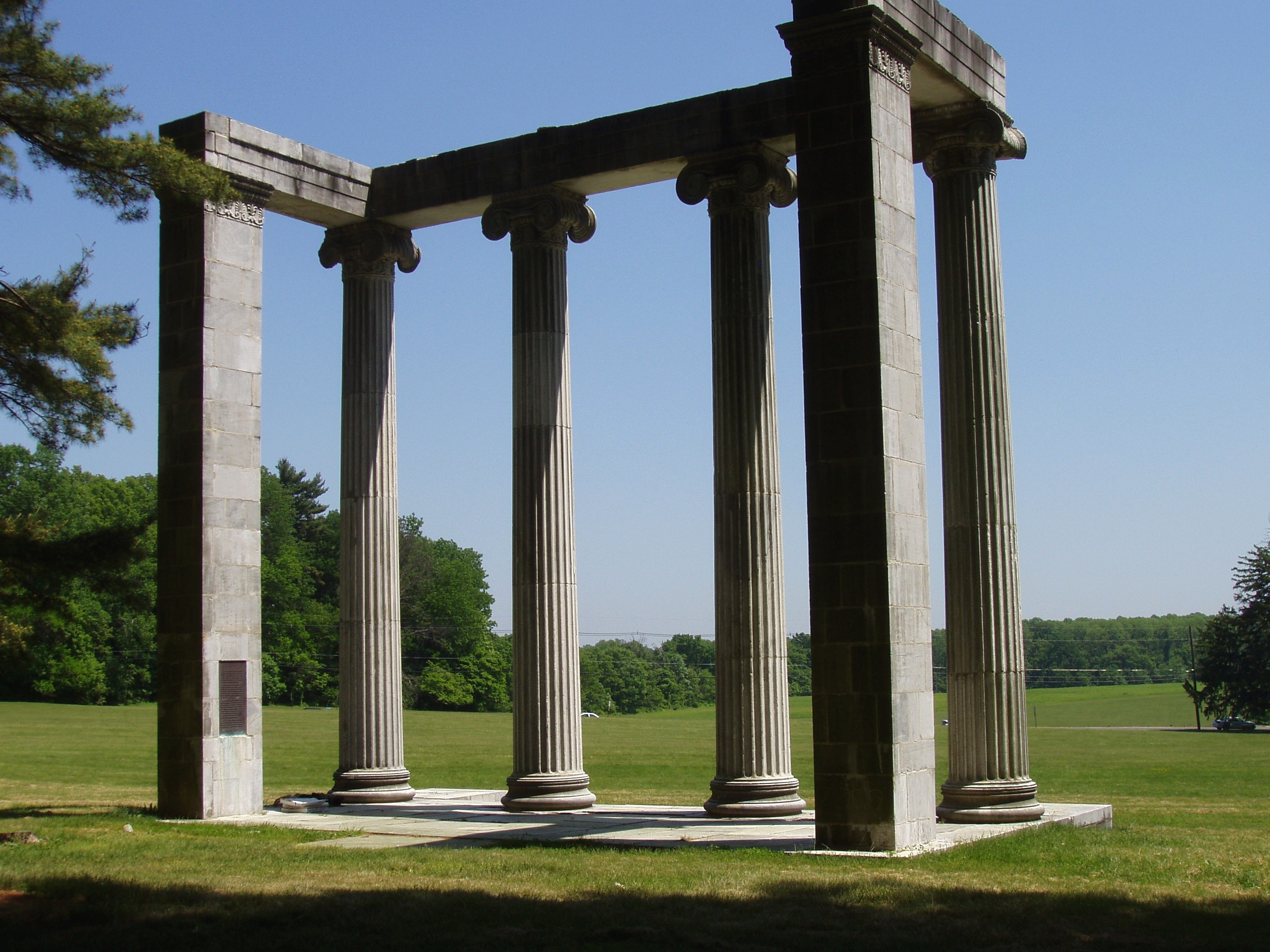
Park miejski Battlefield State Park
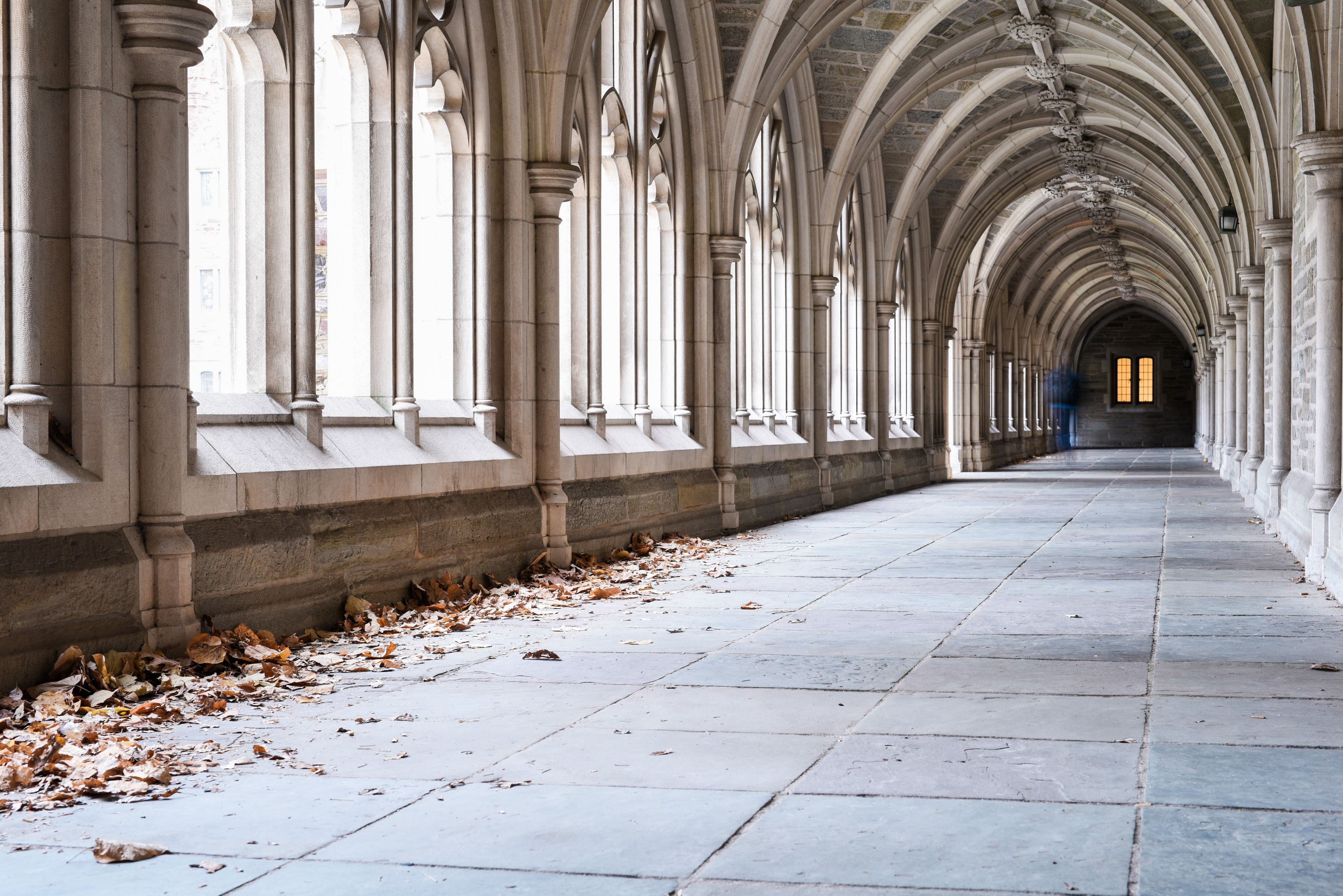
Kampus uniwersytecki